# Michał Kot
Michał Kot (ur. 1976, zm. 20 października 2017) – polski dziennikarz.

## Życiorys
Absolwent III Liceum Ogólnokształcącego im. Unii Lubelskiej w Lublinie. W 2000 ukończył stosunki międzynarodowe i europeistykę na Uniwersytecie im. Adama Mickiewicza w Poznaniu. Studiował także na Uniwersytecie w Rennes, we Francji. Od 2001 był pracownikiem Polskiej Agencji Prasowej, gdzie zajmował się sprawami zagranicznymi. W latach 2005–2011 był korespondentem PAP w Brukseli, w tym czasie zajmując się między innymi tematyką pierwszych lat członkostwa Polski w strukturach Unii Europejskiej, kryzysu zadłużenia w strefie euro oraz tematyką prac nad reformami Unii Europejskiej. W latach 2011–2013 był wiceszefem, zaś w latach 2013–2015 szefem Redakcji Zagranicznej Polskiej Agencji Prasowej. W ostatnich latach życia poza tematyką Unii Europejskiej pisał również na temat Bliskiego Wschodu, Iranu oraz Korei Północnej.
Spoczywa na  cmentarzu przy ul. Lipowej w Lublinie.

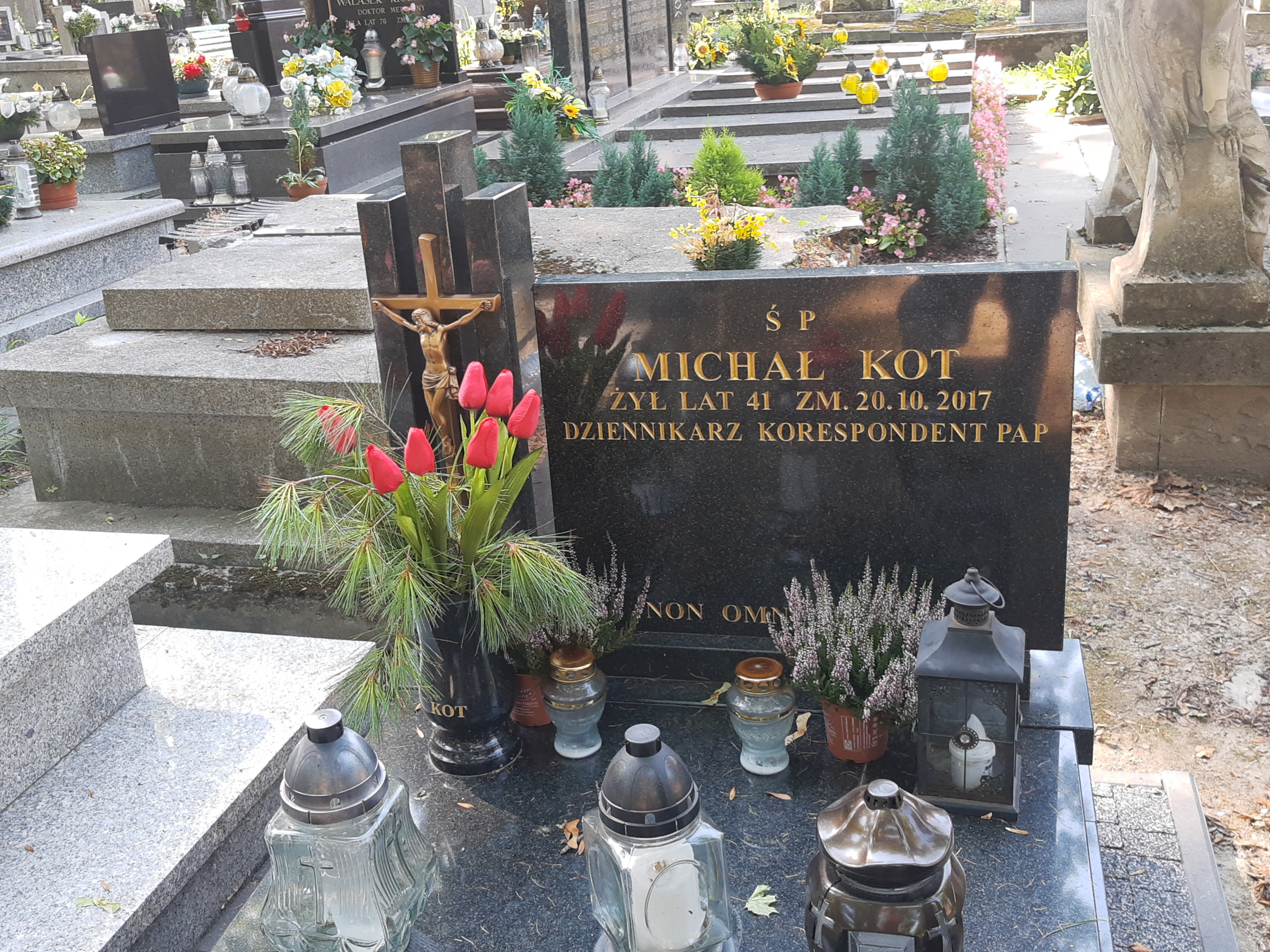
Grób Michała Kota na cmentarzu przy Lipowej